# Temporada 2012 de Fórmula Renault 2.0 Argentina
La temporada 2012 de Fórmula Renault 2.0 Argentina fue la 48.º edición de dicho campeonato y la tercera bajo la denominación «Fórmula Renault 2.0 Argentina». Comenzó el 1 de marzo en Córdoba y finalizó el 25 de noviembre en San Luis.

## Calendario
| Ronda | Circuito                                | Fecha            |
| ----- | --------------------------------------- | ---------------- |
| 1     | Autódromo Oscar Cabalén                 | 11 de marzo      |
| 2     | Autódromo Municipal Juan Manuel Fangio  | 22 de abril      |
| 3     | Autódromo Eduardo Copello               | 20 de mayo       |
| 4     | Autódromo Parque Ciudad de General Roca | 10 de junio      |
| 5     | Autódromo Ciudad de Oberá               | 29 de julio      |
| 6     | Autódromo Ciudad de Rafaela             | 12 de agosto     |
| 7     | Autódromo Jorge Ángel Pena              | 9 de septiembre  |
| 8     | Autódromo Parque Ciudad de Río Cuarto   | 30 de septiembre |
| 9     | Circuito callejero de Santa Fe          | 14 de octubre    |
| 10    | Autódromo Martín Miguel de Güemes       | 4 de noviembre   |
| 11    | Circuito de Potrero de los Funes        | 24 de noviembre  |
| 12    | Circuito de Potrero de los Funes        | 25 de noviembre  |

Fuente : http://www.formulas-argentinas.com.ar/

## Resultados
| Ronda | Ronda      | Pole Position       | Vuelta rápida      | Piloto ganador      |
| ----- | ---------- | ------------------- | ------------------ | ------------------- |
| 1     | Córdoba    | Gianfranco Collino  | Gianfranco Collino | Carlos Javier Merlo |
| 2     | Rosario    | Gianfranco Collino  | Manuel Luque       | Nicolás Cotignola   |
| 3     | San Juan   | Gianfranco Collino  | Gianfranco Collino | Julián Santero      |
| 4     | Río Negro  | Gianfranco Collino  | Gianfranco Collino | Gianfranco Collino  |
| 5     | Misiones   | Carlos Javier Merlo | Julián Santero     | Carlos Javier Merlo |
| 6     | Rafaela    | Julián Santero      | Matías Galetto     | Matías Galetto      |
| 7     | Mendoza    | Gianfranco Collino  | Manuel Luque       | Julián Santero      |
| 8     | Río Cuarto | Carlos Javier Merlo | Gianfranco Collino | Carlos Javier Merlo |
| 9     | Santa Fe   | Gianfranco Collino  | Gianfranco Collino | Gianfranco Collino  |
| 10    | Salta      | Carlos Javier Merlo | Bandera de ?       | Carlos Javier Merlo |
| 11    | San Luis   | Julián Santero      | Julián Santero     | Julián Santero      |
| 12    | San Luis   | Julián Santero      | Manuel Luque       | Julián Santero      |

## Clasificaciones

### Puntuaciones
| Posición | 1.º | 2.º | 3.º | 4.º | 5.º | 6.º | 7.º | 8.º | 9.º | 10.º | Pole |
| Puntos   | 20  | 15  | 12  | 10  | 8   | 6   | 4   | 3   | 2   | 1    | 1    |

### Campeonato de Pilotos
| Pos. | Piloto               | OCA | ROS | ZON | GRN | OBE | RAF | MDZ | RIC | SFE | SAL | SLU | SLU | Puntos |
| ---- | -------------------- | --- | --- | --- | --- | --- | --- | --- | --- | --- | --- | --- | --- | ------ |
| 1    | Carlos Javier Merlo  | 1   | 3   | 16  | 4   | 1   | ?   | 3   | 1   | 2   | 1   | 4   | 3   | 158.5  |
| 2    | Julián Santero       | 7   | 14  | 1   | 6   | 5   | ?   | 1   | 4   | 3   | 4   | 1   | 1   | 135    |
| 3    | Gianfranco Collino   | 17  | 6   | 4   | 1   | 4   | 3   | 2   | 3   | 1   | 2   | 24  |     | 123    |
| 4    | Marcos Muchiut       | 3   | 4   | 9   | 20  | 14  | ?   | ?   | 2   | 4   | 5   | 6   | 9   | 86     |
| 5    | Manuel Luque         | 8   | 11  | 21  | 8   | 12  | ?   | ?   | 5   | 22  | 3   | 2   | 2   | 75     |
| 6    | Mario Gerbaldo       | 23  | 25  | 2   | 2   | 2   | ?   | ?   | 10  |     | 6   | 20  | 4   | 72.5   |
| 7    | Nicolás Cotignola    | 6   | 1   | 8   | 3   | 3   |     | ?   | 23  | 8   | 9   | 13  | 10  | 68.5   |
| 8    | Roberto Arato        | 4   | 2   | 15  | 5   | 7   | ?   | ?   | 9   | 9   | 21  | 10  | 7   | 55     |
| 9    | Matías Galetto       | 9   | 16  | 3   | 7   | 6   | 1   | ?   | 18  |     |     |     |     | 53     |
| 10   | Matias Daniel Vidal  | 2   | 26  | 7   | 13  | 21  |     | ?   | 11  | 11  | 17  | 3   | 5   | 50     |
| 11   | Emmanuel Cáceres     | 5   | 5   | 20  |     | 23  | ?   | ?   | 6   | 12  | 10  | 17  | 14  | 38     |
| 12   | Miguel Calamari      | 21  | 20  | 5   | 17  | 10  | 2   | ?   | 22  | 7   | 14  | 21  | 15  | 36.5   |
| 13   | Amadis Farina        | 11  | 12  | 6   | 11  | 8   | ?   | ?   | 13  | 20  | 12  | 7   | 24  | 26.5   |
| 14   | Juan José Garriz     | 24  | 23  | 14  | 12  | 24  | ?   | ?   | 8   | 6   | 7   | 8   | 22  | 26     |
| 15   | Marcelo Ciarrocchi   |     |     |     |     |     |     |     | 7   |     | 18  | 5   | 6   | 22     |
| 16   | Luciano Farroni      | 26  | 22  | 19  | 15  | 13  | ?   | ?   | 16  | 10  | 19  | 19  | 12  | 20.5   |
| 17   | Juan David López     | 20  | 21  | 17  | 9   | 11  | ?   | ?   | 29  | 5   | 20  | 12  | 13  | 20     |
| 18   | Felipe Schmauk       | 14  | 19  | 10  | 19  | 17  | ?   | ?   | 12  | 19  | 8   | 11  | 23  | 16     |
| 19   | Francisco Cammarota  | 12  | 7   |     |     | 16  | ?   | ?   | 24  | 13  | 13  |     |     | 15     |
| 20   | Guillermo Rey        | 25  | 8   |     |     | 18  | ?   | ?   | 25  | 18  |     | 9   | 17  | 15     |
| 21   | Franco Geminiani     | 15  | 15  | 12  | 14  | 19  | ?   | ?   | 14  | 17  | 15  | 14  | 8   | 15     |
| 22   | Fernando Ayala       | 18  | 9   |     |     | 22  |     | ?   | 20  | 15  | 11  | 15  | 18  | 12     |
| 23   | Alejandro Wagner     | 16  | 13  | 11  | 16  | 15  | ?   | ?   | 19  | 16  | 16  | 18  | 16  | 12     |
| 24   | Nicolás Dominici     | 19  | 10  | 18  |     |     | ?   |     | 26  |     |     | 25  | 19  | 10     |
| 25   | Bruno Etman          | 13  | 17  |     | 10  | 9   | ?   |     |     |     |     |     |     | 8      |
| 26   | Manuel Mallo         | 10  | 24  | 22  |     | 25  |     |     | 21  |     |     | 16  | 20  | 7      |
| 27   | Santiago Piovano     |     |     |     | 18  | 20  | ?   | ?   | 30  | 21  | 22  |     |     | 7      |
| 28   | Sebastián Valenzuela |     | 18  | 13  |     |     | ?   | ?   |     |     |     | 22  | 21  | 6      |
| 29   | Federico Cavagnero   |     |     |     |     |     |     |     | 15  | 14  |     | 23  | 11  | 4      |
| 30   | José Luis Riffo      |     |     |     |     |     |     |     | 17  |     |     |     |     | 2      |
| 31   | Nicolás Bonfiglio    |     |     |     |     |     |     | ?   | 27  |     |     |     |     | 1      |
| 32   | Nicolás Meichtri     |     |     |     |     |     |     |     | 28  |     |     |     |     | 1      |
| 33   | Lucas Herasimchuk    | 22  |     |     |     |     |     |     |     |     |     |     |     | 0      |
| Pos. | Piloto               | OCA | ROS | ZON | GRN | OBE | RAF | MDZ | RIC | SFE | SAL | SLU | SLU | Puntos |

| Color     | Resultado                                                               |
| --------- | ----------------------------------------------------------------------- |
| Oro       | Ganador                                                                 |
| Plata     | 2.ª plaza                                                               |
| Bronce    | 3.ª plaza                                                               |
| Verde     | Finalizó en los puntos                                                  |
| Azul      | Finalizó sin puntos                                                     |
| Azul      | NC - No clasificado                                                     |
| Violeta   | Ret - No terminó (Carrera)                                              |
| Rojo      | DNQ - No se clasificó                                                   |
| Negro     | DSQ - Descalificado                                                     |
| Blanco    | DNS - No empezó (carrera)                                               |
| Blanco    | WD - Retirado (fin de semana)                                           |
| Blanco    | C - Carrera cancelada                                                   |
| Sin color | DNP - Inscrito pero no participó                                        |
| Sin color | INJ - Lesionado                                                         |
| Sin color | EX - Excluido                                                           |
| Estado    | Resultado                                                               |
| Negrita   | Pole position                                                           |
| Cursiva   | Vuelta rápida                                                           |
| †         | Abandona, pero clasifica al completar el porcentaje requerido para ello |

### Campeonato de Equipos
| Pos. | Equipo                     | Puntos |
| ---- | -------------------------- | ------ |
| 1    | Litoral Group              | 171.5  |
| 2    | Corsa Racing               | 145.5  |
| 3    | Gabriel Werner Competición | 134.5  |
| 4    | JLS Motorsport             | 99     |
| 5    | Werner Junior              | 92     |
| 6    | Litoral Group Fórmula      | 68     |
| 7    | Schick Racing              | 62.5   |
| 8    | Castro Racing              | 35     |
| 9    | Cáceres Competición        | 26     |
| 10   | Satorra Competición        | 22.5   |
| 11   | Croizet Racing             | 22     |
| 12   | Bouvier Racing             | 11.5   |
| 13   | Osdom Racing               | 3      |
| 14   | JLS Motorsport Fórmula     | 1      |